# Episodi di California (seconda stagione)
Questa voce contiene trame, dettagli e crediti dei registi e degli sceneggiatori della seconda stagione della serie televisiva California.
Negli Stati Uniti d'America, è stata trasmessa per la prima volta dalla CBS dal 20 novembre 1980 al 26 marzo 1981, posizionandosi al 28º posto nei rating Nielsen di fine anno con il 19,0% di penetrazione e con una media superiore ai 15 milioni di spettatori.
In Italia è stata trasmessa in prima visione dalle rete locali del circuito GBR nel 1982 con il titolo di Da Dallas a Knots Landing.
Il cast regolare di questa stagione è composto da: James Houghton (Kenny Ward), Kim Lankford (Ginger Ward), Michele Lee (Karen Fairgate), Constance McCashin (Laura Avery), Donna Mills (Abby Cunningham), Don Murray (Sid Fairgate), John Pleshette (Richard Avery), Ted Shackelford (Gary Ewing), Joan Van Ark (Valene Ewing).
| nº | Titolo originale        | Titolo italiano         | Prima TV USA     | Prima TV Italia |
| -- | ----------------------- | ----------------------- | ---------------- | --------------- |
| 1  | Hitchhike (1)           | Autostop (1)            | 20 novembre 1980 |                 |
| 2  | Hitchhike (2)           | Autostop (2)            | 27 novembre 1980 |                 |
| 3  | Remember the Good Times | Solidarietà             | 4 dicembre 1980  |                 |
| 4  | Chance of a Lifetime    | Un'occasione unica      | 11 dicembre 1980 |                 |
| 5  | Kristin                 | Kristin                 | 18 dicembre 1980 |                 |
| 6  | Step One                | Primo passo             | 1º gennaio 1981  |                 |
| 7  | Breach of Faith         | Abuso di fiducia        | 8 gennaio 1981   |                 |
| 8  | Scapegoats              | Capro espiatorio        | 15 gennaio 1981  |                 |
| 9  | A Family Matter         | Un affare in famiglia   | 22 gennaio 1981  |                 |
| 10 | Choices                 | Scelte difficili        | 29 gennaio 1981  |                 |
| 11 | A State of Mind         | Una gaffe imperdonabile | 5 febbraio 1981  |                 |
| 12 | Players                 | Meccanismi sentimentali | 12 febbraio 1981 |                 |
| 13 | The Loudest Word        | Un salto nel buio       | 19 febbraio 1981 |                 |
| 14 | Moments of Truth        | Momenti di verità       | 26 febbraio 1981 |                 |
| 15 | Man of the Hour         | Uomo del momento        | 12 marzo 1981    |                 |
| 16 | More Than Friends       | Più che amici           | 19 marzo 1981    |                 |
| 17 | Designs                 | Progetti                | 26 marzo 1981    |                 |
| 18 | Squeezeplay             | Scacco                  | 26 marzo 1981    |                 |